# USS Nassau (CVE-16)
Авіаносець «Нассау» (англ. USS Nassau (CVE-16)) — ескортний авіаносець США часів Другої світової війни типу «Боуг» (1 група, тип «Attacker»).

## Історія створення
Авіаносець «Нассау» був закладений 27 листопада 1941 року на верфі «Seattle-Tacoma Shipbuilding Corporation». Спущений на воду 2 квітня 1942 року, вступив у стрій 20 серпня того ж року.

## Історія служби
Після вступу у стрій авіаносець «Нассау» брав участь у десантній операції на Алеутські острови (05-06.1943), Острови Гілберта (11-12.1943), Маршаллові Острови (01-02.1944). 
З березня по жовтень 1944 року «Нассау» використовувався для перевезення літаків на основи Тихого океану, а також для потреб тактичної групи TF38/58. Потім він використовувався для підготовки льотчиків морської авіації.
За участь у бойових діях під час Другої світової війни авіаносець «Нассау» був нагороджений п'ятьма Бойовими зірками.
28 жовтня 1946 року авіаносець був виведений в резерв. 12 червня 1955 року він був перекласифікований в ескортний вертольотоносець CVHE-16.
1 березня 1959 року «Нассау» був виведений зі складу флоту і у 1961 розібраний на метал в Японії.